# Wolodymyr Struk

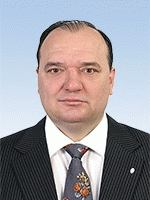
Wolodymyr Struk (2012)

Wolodymyr Oleksijowytsch Struk (ukrainisch Володимир Олексійович Струк; * 15. Mai 1964 in Losiwskyj, Ukrainische SSR, Sowjetunion; † 2. März 2022) war ein ukrainischer Politiker (Partei der Regionen).

## Leben
Wolodymyr Struk arbeitete zunächst als Fahrlehrer und Schweißer, von 1990 bis 1998 war er Direktor eines kollektiven landwirtschaftlichen Unternehmens in Luhansk. Danach studierte er Rechtswissenschaften an der Universität Luhansk „Eduard Didorenko“ (Луганський державний університет внутрішніх справ імені Едуарда Дідоренка) sowie bis 2009 Verwaltungswissenschaft an der Verwaltungsakademie Kiew (Київська національна академія державного управління при Президентові України).
In den Jahren 1998 bis 2006 war Struk Mitglied des Stadtrats von Luhansk. Von 2012 bis 2014 war er Mitglied des ukrainischen Parlaments, in dem seine Partei zu diesem Zeitpunkt die größte Fraktion sowie die Regierung unter Ministerpräsident Mykola Asarow stellte, die im Zuge der Euromaidan-Unruhen zurücktrat.
Struk war danach als Rechtsanwalt sowie als Aufsichtsratsvorsitzender einer Brauerei in Kreminna tätig. 2020 wurde er mit 51,7 % der Stimmen zum Bürgermeister von Kreminna gewählt. Kreminna war 2014 umkämpft gewesen, gehörte aber nicht zur südlich von Kreminna gelegenen, von Separatisten kontrollierten Volksrepublik Lugansk, sondern blieb unter Kontrolle der ukrainischen Regierung.
Am 1. März 2022 (5 Tage nach Beginn des Russisch-Ukrainischen Krieges) wurde Struk von mehreren Männern in Tarnanzügen aus seinem Haus entführt und offenbar einen Tag später erschossen. Anton Heraschtschenko, ein Berater im ukrainischen Innenministerium und selbst stellvertretender Innenminister der Ukraine von September 2019 bis August 2021, erklärte dazu, Struk habe die prorussischen Separatisten unterstützt und sei von einem Volkstribunal als Verräter verurteilt und von „unbekannten Patrioten“ erschossen worden. Struk habe Ende Februar mit Russland kommuniziert.